# Прислон (Рамешковский район)
Прислон — деревня в Рамешковском муниципальном округе (до апреля 2021 года — Рамешковский район) Тверской области. Входила в состав сельского поселения Некрасово.

## География
Деревня расположена на возвышенности, в 6 км от районного центра — посёлка городского типа Рамешки, в 65 км от областного центра — города Тверь, по правой стороне автодороги Тверь—Рамешки. Рядом с деревней протекает река Каменка, левый приток реки Медведицы.

## Топонимика
Название деревни, возможно, появилось от слова «Прислон»:

Прислон, арх. крутой, гористый берег, уступ, увал, поодаль от воды. || Прислон, сев. место, куда можно укрыться, приют, убежище, пристанище, притон, приклон, прибежище. — Словарь В.И. Даля

## История
В XIII—XIV веках земли, где находится Прислон, входили в Каменский стан Бежецкого Верха Великого Новгорода, позднее осваивались тверскими князьями, в 1425 году были присоединены к Москве. Первое упоминание о селении с таким названием встречается в писцовой книге 1627—1629 годов, где говорится, что в «порозжих землях Каменского стана… Еремеевское поместье Иванова сына Панова пустошь, что был погост Михаила Архангела… п[устошь] Прислон». 

В XVI—XVII веках Прислон — это вотчина Троице-Сергиева монастыря. 

В конце XVIII века деревня Прислон с крестьянами передана во владение генерал-адмиралу И.Л. Голенищеву-Кутузову. В 1862 году его зятю Ф.Н. Глинке выдана уставная грамота на владение частью земли деревни Прислон. 

Карельское население появилось здесь в 1665 году и пополнилось в 1797 году.
в 1887 году на реке Каменке работала водяная мельница. Дети учились в Михайлово-Прудовской школе. Верующие посещали Троицкую церковь в Михайлове-Прудове. Престольный праздник — Архистратига Михаила и прочих Небесных сил бесплотных, в народе — Михайлов день (21 ноября).
В 1887 г. в д. Прислон была эпидемия брюшного тифа, болели 16 человек. Население деревни медицинскую помощь получало в Селищенском фельдшерском пункте, с 1896 г. — в Замытской больнице.
В 1910—1920 гг. крестьяне деревни занимались земледелием, заработками у состоятельных землевладельцев, промыслами. В деревне была кузница. О революционных событиях 1905 г. крестьяне узнавали из писем односельчан, работавших в городах. В ноябре 1905 г. крестьяне д. Прислон единогласно решили сжечь или разрушить мельницу помещика Петрова, по всей видимости, из-за высоких поборов.
14 марта 1917 г. жители Селищенской волости избрали Совет крестьянских депутатов. От д. Прислон в него вошёл крестьянин Ф. Е. Лебедев. В 1923 г. несколько хозяйств создали коммуну-гигант «Безбожник», которая вскоре из-за неуправляемости распалась. В 1928 г. часть крестьянских семей организовала товарищество по обработке земли. Колхоз был создан в 1929 г. и назван «Безбожник», видимо, в честь модных в то время безбожников, которые разоряли храмы, производили раскопки могил, возводили хулу на Бога. В 1936 г. в д. Прислон Безбожницкого сельского Совета было 64 хозяйства (244 чел.), в колхозе — 28 хозяйств (127 чел.). Работала школа I ступени с преподаванием на карельском и русском языках. Позднее колхоз назывался им. Сталина. В 1950 г. крестьяне деревни присоединились к сельхозартели им. Ленина, с 1963 г. колхоз стал называться «Память Ленина». С переходом на рыночные отношения, с 25 ноября 1992 г. это сельскохозяйственный производственный кооператив с тем же названием (центральная усадьба — д. Александрове).
В войну 1941—1945 гг. все мужское население, годное служить в армии, было призвано на военную службу. На войне погибли 25 жителей. На полях в эти годы работали женщины, старики, дети, они также направлялись на возведение оборонительных сооружений, лесоповал, мостить дорогу от д. Ильино до д. Прислон, на строительство запасного аэродрома. Неурожайными были 1946—1947 гг. Населению жилось тяжело, труд стал оплачиваться недостаточно. Молодёжь, начиная с 1950-х годов, начала под разными предлогами покидать деревню и уезжать на работу и жительство в города и рабочие поселки.
В январе 1998 г. в д. Прислон в 34 домах постоянно проживали 62 человека, 24 дома принадлежали наследникам и дачникам. Дети учатся в Рамешковской школе. За медицинской помощью и по другим социально-бытовым вопросам жители обращаются в соответствующие учреждения пгт Рамешки. Хлеб и другие продукты питания покупают в приезжающих из Рамешек и Твери автолавках. В деревне есть телефон.
На 1 января 2001 г. в деревне 31 дом, постоянных жителей 58 чел., 24 дома — собственность наследников и дачников.
Старинные фамилии жителей деревни: Бовины, Воробьевы, Лебедевы, Скобелевы, Судины, Чернышовы, Чугуновы.
Топонимы: Волково, Лопатиха, Овсяники, Пирожиха — поля; Войлово, Кузнецкий — кустарниковые заросли, выгон; Кулда — гора, возвышенное место.

## Население
| 1859 | 1936 | 1989 | 2002 | 2008 | 2010 |
| ---- | ---- | ---- | ---- | ---- | ---- |
| 185  | ↗244 | ↘74  | ↘68  | ↘63  | ↗73  |

В 1859 году в карельской владельческой деревне Прислон 28 дворов, населения 185 человек (81 мужчина и 104 женщины).

В 1887 году в деревне Прислон Селищенской волости Михайлово-Прудовского прихода Бежецкого уезда насчитывалось 37 дворов, 50 жилых, 185 нежилых построек, 17 колодцев; проживали 225 человек (111 мужчин, 114 женщин), бывших помещичьих крестьян. 

По сведениям Тверского епархиального управления, в 1901 году в деревне Прислон было 33 двора, прихожан — 116 мужчин и 121 женщина. 

По данным переписи населения 1989 года в деревне Прислон постоянно проживали 74 человека (30 мужчин и 44 женщины), 35 % из них — карелы, 64 % — русские.

По данным Всероссийской переписи населения 2002 года преобладающие национальности жителей деревни Прислон — русские (78%), карелы (12%).

## Инфраструктура
Транспортное сообщение с Тверью и Рамешками (автобусный маршрут Тверь—Рамешки—Бежецк—Максатиха).